# Бессарабов, Даниил Владимирович
Даниил Владимирович Бессарабов (род. 9 июля 1976, Новокузнецк, Кемеровская область) — российский политик, депутат Государственной Думы VII, VIII созыва, первый заместитель Председателя Комитета Госдумы по государственному строительству и законодательству, полномочный представитель Государственной Думы в Верховном Суде РФ, член Генерального Совета партии «Единая Россия», член фракции «Единая Россия».
Из-за поддержки российской агрессии во время российско-украинской войны находится под персональными международными санкциями.

## Биография
В 1998 году окончил Алтайский государственный университет по специальности «юрист». В 2007 году окончил Российскую Академию государственной службы при Президенте РФ по специальности «экономика». В 2006 году защитил диссертацию на соискание учёной степени кандидата юридических наук в Алтайской государственном университете.
В 1999 году получил статус адвоката.
В марте 2004 года был выдвинут в депутаты Алтайского краевого совета народных депутатов, в результате распределения мандатов стал депутатом. В региональном парламенте перешёл во фракцию «Единая Россия». В марте 2008 года избран депутатом Алтайского краевого законодательного собрания от партии «Единая Россия» по одномандатному избирательному округу № 27. 17 сентября 2010 года был назначен на должность заместителя губернатора Алтайского края.
В сентябре 2016 года был избран депутатом Государственной Думы седьмого созыва от партии Единая Россия по одномандатному избирательному округу № 0039.
25 сентября 2018, будучи депутатом Госдумы VII созыв, года был назначен полномочным представителем Государственной Думы в Верховном Суде РФ.
В феврале 2020 года был назначен заместителем Председателя Комитета Государственной Думы по государственному строительству и законодательству. А в ноябре 2020 года — первым заместителем Председателя Комитета Госдумы по Государственному строительству и законодательству.
В сентябре 2021 года вновь избран депутатом Государственной Думы восьмого созыва от Алтайского края по одномандатному избирательному округу № 0039. Являясь депутатом уже VIII созыва, сохранил прежние регалии: вновь назначен полномочным представителем Государственной Думы в Верховном Суде, а также заместителем Председателя Комитета Государственной Думы по государственному строительству и законодательству.

## Законотворческая деятельность
С 2016 по 2020 год, в течение исполнения полномочий депутата Государственной Думы VII созыва, выступил соавтором 17 законодательных инициатив и поправок к проектам федеральных законов.
В сентябре 2024 года принял участие в разработке законопроекта об охране голоса человека при его генерации искусственным интеллектом вместе с сенаторами Андреем Клишасом, Артемом Шейкиным, Натальей Кувшиновой и Русланом Смашневым.

## Международные санкции
Из-за поддержки российской агрессии и нарушения территориальной целостности Украины во время российско-украинской войны находится под персональными международными санкциями разных стран. С 23 февраля 2022 года находится под санкциями всех стран Европейского союза.
23 февраля 2022 года внесён в санкционные списки стран Евросоюза за действия и политику, которые подрывают территориальную целостность, суверенитет и независимость Украины и еще больше дестабилизируют Украину.
24 февраля 2022 года включён в санкционный список Канады «близких соратников режима» за голосование о признании независимости «так называемых республик в Донецке и Луганске».
24 марта 2022 года, на фоне вторжения России на Украину, включён в санкционный список США за «соучастие в войне Путина» и «поддержку усилий Кремля по вторжению в Украину», Госдеп США заявил что депутаты Госдумы используют свои полномочия для преследования инакомыслящих и политических оппонентов, нарушают свободу информации, ограничивают права человека и основные свободы граждан России.
По аналогичным основаниям, с 11 марта 2022 года находится под санкциями Великобритании. С 25 февраля 2022 года находится под санкциями Швейцарии. С 26 февраля 2022 года находится под санкциями Австралии. С 12 апреля 2022 года находится под санкциями Японии. Указом президента Украины Владимира Зеленского от 7 сентября 2022 находится под санкциями Украины. С 3 мая 2022 года находится под санкциями Новой Зеландии

## Семья
Женат, есть три ребёнка